# Hideki Yoshioka
Hideki Yoshioka (吉岡 秀樹 Yoshioka Hideki?), född 6 juni 1972 i Mie prefektur, är en japansk före detta fotbollsspelare.
Yoshioka började sin karriär i Yokohama Flügels. Med Yokohama Flügels vann han japanska cupen 1993. 1996 flyttade han till Gamba Osaka. Han avslutade karriären 1996.